# Białoruski Instytut Gospodarki i Kultury
Białoruski Instytut Gospodarki i Kultury (biał. Беларускі Інстытут Гаспадаркі і Культуры) – białoruska instytucja kulturalno-gospodarcza działająca w latach 1926–1937
Instytut powstał w czerwcu 1926 r. w Warszawie z inicjatywy działaczy 2 umiarkowanych białoruskich ugrupowań politycznych, tj. Białoruskiego Zjednoczenia Chrześcijańsko-Demokratycznego i Białoruskiego Związku Włościańskiego. Na jego czele stanął Adam Bildziukiewicz, zaś funkcję sekretarza pełnił poeta Haliasz Laukowicz. Choć siedzibą Instytutu miała być Warszawa, to jednak główna działalność przez cały okres jego istnienia skupiała się w Wilnie, gdzie działała Rada Centralna, zwana też Zarządem Centralnym. Należeli do niej ksiądz Adam Stankiewicz, Fabian Jaremicz, Stefan Świstun, Aleksander Nazarewski, Konstanty Budźko, Aleksander Babiański, Jan Wasileuski, Konstanty Juchniewicz, Paweł Karuza, Edward Budźko, Jan Paźniak, Wiaczesław Bogdanowicz.
Organizacja działała na obszarach Polski zamieszkanych przez Białorusinów. Podstawowym celem jej działalności było rozbudzanie białoruskiej świadomości narodowej, popieranie przedsiębiorczości, rolnictwa, przemysłu, rzemiosła i sztuki ludowej, kształcenie zawodowe ludności białoruskiej oraz pomoc w rozwoju oświaty i kultury białoruskiej. Odbywało się to poprzez zakładanie spółdzielni rolniczych, organizowanie odczytów oświatowych, imprez rocznicowych, wystaw gospodarczych, koncertów i innych występów artystycznych, otwieranie bibliotek, czytelni i domów ludowych. Członkiem Instytutu mógł zostać każdy Białorusin bez względu na przynależność partyjną. Władze centralne i oddziałowe wyznaczały kierunki rozwoju i pełniły funkcje koordynujące działalność Instytutu, zaś główna praca odbywała się w organizowanych w terenie kołach.
W krótkim czasie Instytut stał się najbardziej aktywną instytucją białoruskiego życia gospodarczego-kulturalnego. Do końca 1926 r. zostały zorganizowane jego oddziały w Wilnie, Radoszkowiczach i Nowogródku. Pod koniec 1927 r. oddziały istniały już w 50 miejscowościach województwa wileńskiego i nowogródzkiego, zaś na pocz. lat 30. było ich aż 69, skupiających ok. 700 członków. Instytut prowadził też 36 bibliotek w województwach wileńskim, nowogródzkim, poleskim i białostockim. W 1933 r. liczebność członków osiągnęła szczyt, wynosząc 937 osób. Jednakże już w 1935 r. było ich 580, a w 1936 r. – 457.
Jedną z najważniejszych dziedzin w działalności Instytutu była walka o szkoły białoruskie. Zdołano uzyskać od władz 6 koncesji szkolnych na białoruskie prywatne szkoły ludowe, ale otwarto tylko jedną w Szawlanach. Przeszkodą były wydane przez polskie władze oświatowe negatywne opinie o osobach kandydujących na stanowiska nauczycieli. Niepowodzeniem zakończyły się starania o otrzymanie zezwolenia na otwarcie Białoruskiego Seminarium Nauczycielskiego. Z inicjatywy Instytutu przekazywano też władzom polskim deklaracje domagającej się otwarcia publicznych szkół białoruskich. Władze skutecznie odrzucały żądania, motywując niemożność otwarcia szkół brakiem odpowiednio wykształconych nauczycieli Białorusinów. Władze Instytutu wypowiadały się również w sprawie podręczników wykorzystywanych w szkołach białoruskich. Instytut organizował ponadto akcję odczytów na wsiach. Dotyczyły one problemów parcelacji, komasacji gruntów, likwidacji serwitutów oraz sposobów przeprowadzania melioracji gruntów.
W dziedzinie gospodarczej Instytut podjął pewne działania w 1927 r. Z jego inicjatywy w lutym tego roku w Wilnie zostały otwarte kursy spółdzielczości i kursy handlowe, które miały przygotować kierowników przyszłych spółdzielni i pracowników handlu. Jesienią rozpatrywano pomysł utworzenia w Wilnie Białoruskiego Przemysłowo-Rolniczego Banku Spółdzielczego, który udzielałby kredytów chłopom białoruskim. Ostatecznie do uruchomienia tej instytucji nie doszło. Do innych przejawów działalności gospodarczej Instytutu należała też pomoc pieniężną dla Towarzystwa Dobroczynności. Akcje te popularyzowały Instytut wśród miejscowej ludności. W dziedzinie gospodarki dużą rolę odgrywało pismo "Samopomoc. Białoruskie Spółdzielczo-Ekonomiczne Czasopismo", redagowane przez A. Klimowicza, w którym ukazywało się wiele porad gospodarczych. Instytut energicznie propagował tworzenie własnej spółdzielczości twierdząc, że udział Białorusinów w spółdzielniach polskich i litewskich nie zaspokaja ambicji i nie daje dużych zysków. Jednakże brak odpowiednich środków finansowych zmusił kierownictwo Instytutu do skupienia się na działalności kulturalno-oświatowej.
Na pocz. 1929 r. doszło do zmiany dotychczasowego kierownictwa Instytutu. 6 stycznia A. Bildziukiewicz zrezygnował z funkcji prezesa, wobec czego 3 lutego dokonano wyboru nowego Zarządu Centralnego. Na czele Instytutu stanął ks. Wincent Hadleuski, znany z działalności w ruchu chadeckim. Funkcję wiceprezesa objął Adolf Klimowicz. W skład Zarządu Centralnego weszli też P. Karuzo, Albin Stepowicz, Bazyli Rohulia, J. Wasileuski, Bronisłau Turonak, K. Juchniewicz, J. Paźniak. W latach 30. najbardziej aktywnymi działaczami Instytutu byli ponadto ksiądz A. Stankiewicz, W. Bohdanowicz, Leon Dubiejkouski, Mikałaj Szkialonak, Uładysłau Kazłouski, Marian Pieciukiewicz, Jan Szutowicz, Józef Najdziuk, Józef Malecki, Alaksandar Jacyna, Iwan Pieszka. Taki skład kierownictwa i głównych działaczy organizacji reprezentował umiarkowany nurt w białoruskim ruchu narodowym.
Na pocz. lat 30. nastąpił szczytowy okres działalności Instytutu. W 1931 r. w Białoruskim Wydawnictwie im. Franciszka Skaryny z inicjatywy Instytutu zostały wydane 4 książki po białorusku: poemat "Новая зямля" Jakuba Kołasa, zbiory wierszy Franciszka Bohuszewicza "Дудка беларуская" i "Смык беларускі" wraz z krytycznym szkicem o życiu i twórczości poety autorstwa ks. A. Stankiewicza, sceniczny obrazek z białoruskiego życia na Białostocczyźnie "Pierwsze jaskółki" oraz broszurę instruktażowo-regulaminową dotyczącą zakładania i prowadzenia kół terenowych Instytutu. W tym samym roku w terenie odbyło się 27 odczytów oświatowych i ponad 30 przedstawień teatralnych, pomimo dużych utrudnień ze strony władz samorządowych. Nowym przedsięwzięciem Instytutu w 1935 r. było rozpoczęcie wydawania w Wilnie białoruskiego kwartalnika literacko-naukowego "Kałossie". W latach 30. nawiązano też współpracę z inną białoruską instytucją oświatowo-kulturalną Towarzystwem Szkoły Białoruskiej. Efektem porozumienia było wydanie wspólnych odezw skierowanych do ludności białoruskiej, nawołujących do przeprowadzenia tzw. plebiscytu szkolnego. Akcja na rzecz szkolnictwa białoruskiego przybrała wkrótce większe rozmiary. Nadzorował ją utworzony przez obie instytucje Sekretariat Szkolny. Kolejnym przejawem działalności było wydanie 16 czerwca 1936 r. przez Sekretariat jednodniówki "Za szkołę białoruską", informującej Białorusinów o szykanach ze strony polskich władz szkolnych. Pismo zostało jednak skonfiskowane przez policję.
Kierownictwo i działacze Instytutu angażowali się także w działalność polityczną. Starali się odciągnąć Białorusinów od wyborów samorządowych, twierdząc, że udział w nich jest jednoznaczny z poparciem dla państwa polskiego. Zalecali tworzenie własnych organów samorządowych. Było to jedną z przyczyn, dla których władze polskie podjęły działania wymierzone w działalność Instytutu. Od pocz. lat 30. administracja państwowa przeciwdziałała tworzeniu nowych placówek oraz utrudniała urządzanie zebrań i imprez kulturalnych. Pracę Instytutu skutecznie ograniczył również brak odpowiednich środków finansowych. Negatywny stosunek do Instytutu przejawiali komuniści, rywalizujący o wpływy wśród ludności białoruskiej. Dokonywali oni nawet prowokacji w celu doprowadzenia do likwidacji kół terenowych Instytutu, np. podrzucali nielegalną literaturę komunistyczną, a następnie zawiadamiali policję. Ostatecznie polskie władze uznały, że Instytut działa pod wpływem czynników komunistycznych, zagrażając bezpieczeństwu publicznemu. Decyzją wojewody wileńskiego z grudnia 1936 r. działalność Białoruskiego Instytutu Gospodarki i Kultury została zawieszona, zaś 27 stycznia 1937 r. rozwiązano go.